# 마야 딜라일라
마야 딜라일라(영어: Maya Delilah, 2000년 5월 5일~)는 영국의 싱어송라이터이자 기타리스트이다. 2022년부터 재즈 레코드 레이블인 블루 노트 레코즈와 계약을 맺었다.

## 생애
런던 이슬링턴에서 태어나고 자랐다. 15세 때 영국 최대의 연례 거리 음악 경연대회인 런던시장배 Gigs Big Busk에서 최종 후보에 올랐다. BRIT 학교에 다녔다.
음악 스타일은 "재즈, 소울, 팝의 독특한 혼합"으로 묘사되었으며 앤더슨 팩, 타일러 더 크리에이터, 존 메이어,  데릭 트럭스으로부터 영향을 받았다고 언급했다.

## 디스코그래피

### EPs
- 2020 – Oh Boy
- 2021 – It's Not Me, It's You

싱글
- 2022 – Pretty Face
- 2023 – Silver Lining
- 2023 – Necklace
- 2023 – Actress
- 2024 – Look At The State Of Me Now